# カロリーナ・バング
カロリーナ・バング（Carolina Bang, 1985年9月21日 - ）は、スペイン・カナリア諸島州サンタ・クルス・デ・テネリフェ出身の女優・ファッションモデル。アレックス・デ・ラ・イグレシア監督による『気狂いピエロの決闘』（2010年）でゴヤ賞新人女優賞にノミネートされた。2014年にイグレシアと結婚した。

## 経歴
1985年にカナリア諸島のテネリフェ島にあるサンタ・クルス・デ・テネリフェに生まれ、少女の時にスペイン本土のマドリードに引っ越した。大学では演技と建築学を学んだ。
2005年には劇場で働くことでプロキャリアをスタートさせた。2007年から2008年には何作かの短編映画に出演し、2008年から2009年にはアレックス・デ・ラ・イグレシア監督が手掛けたテレビドラマ『Plutón B.R.B. Nero』に出演した。人気刑事ドラマ『Los hombres de Paco 』やコメディドラマ『Los exitosos Pells』などにも出演している。
2010年にはイグレシア監督によって映画『気狂いピエロの決闘』の主演女優に抜擢されてアントニオ・デ・ラ・トーレと共演した。彼女の役柄はサーカスのブランコ曲芸師であり、撮影前には身体的な役作りが必要だった。『気狂いピエロの決闘』での演技によって第25回ゴヤ賞の新人女優賞にノミネートされた。
2009年から2010年に撮影されて2011年に公開された映画『La daga de Rasputín』ではアントニオ・レシネスやマリーア・バランコと共演した。テレビドラマ『Aída』には本人役で1話にゲスト出演し、今後にはテレシンコによるテレビドラマ『Tierra de lobos』に出演予定である。

## 人物
スペインでもっとも美しい女性に挙げられることがある。バングは母国語であるスペイン語に加えて、英語・ドイツ語・中国語を流暢に話すことができる。寝る前に『時計じかけのオレンジ』や『ワイルド・アット・ハート』などの映画を観るのが好きであるとしている。2014年には映画監督のアレックス・デ・ラ・イグレシアと結婚した。

## フィルモグラフィー
| 年     | 日本語題                      | 原題                       | 備考                                           |
| ------ | ----------------------------- | -------------------------- | ---------------------------------------------- |
| 2007年 |                               | Madrid – Moscú             | 短編映画。女性役                               |
| 2008年 |                               | Dime que yo                | 短編映画。元カノ役。                           |
| 2008年 |                               | El forjador de historias   | 短編映画。看護師役。                           |
| 2008年 |                               | Plutón B.R.B. Nero         | テレビドラマ。ロルナ役。                       |
| 2009年 |                               | Los hombres de Paco        | テレビドラマ（1話）。マジャ・アスカラテ役。    |
| 2009年 |                               | Los exitosos Pells         | テレビドラマ。マリーナ・フェルナンデス役。     |
| 2010年 | 気狂いピエロの決闘            | Balada triste de trompeta  | 映画。ナタリア役。ゴヤ賞新人女優賞ノミネート。 |
| 2011年 |                               | 036                        | 短編映画。スサーナ役。                         |
| 2011年 |                               | La daga de Rasputín        | 映画。ルドミーラ役。                           |
| 2011年 |                               | Aída                       | テレビドラマ（1話）。本人役でゲスト出演。      |
| 2011年 |                               | Tierra de lobos            | テレビドラマ(2011-)。出演予定。                |
| 2012年 | 刺さった男                    | La chispa de la vida       | 映画。ピラール役。                             |
| 2013年 | スガラムルディの魔女          | Las brujas de Zugarramurdi | 映画。エヴァ役。                               |
| 2014年 |                               | Cambio de ruta             |                                                |
| 2014年 |                               | Ciega a citas              | テレビドラマ。                                 |
| 2014年 | ネスト                        | Musarañas                  | 映画。                                         |
| 2015年 | グラン・ノーチェ!最高の大晦日 | Mi gran noche              | 映画。                                         |

## 受賞とノミネート
| 年     | 映画祭/映画賞 | 作品               | 部門       | 結果       |
| ------ | ------------- | ------------------ | ---------- | ---------- |
| 2011年 | ゴヤ賞        | 気狂いピエロの決闘 | 新人女優賞 | ノミネート |